# 제롬 파월
제롬 헤이든 파월(Jerome Hayden Powell, 1953년 2월 4일 ~ )은 미국 연방준비제도의 의장이다. 워싱턴 D.C.에서 태어나, 1971년 프린스턴 대학교에 입학, 1975년 학사학위를 받았다. 이후 조지타운 대학교에서 법학전문석사 학위를 수여받았다.
2012년부터 연준 이사회의 일원으로 활동하였다. 2017년 11월 2일 미국 대통령 도널드 트럼프는 제롬 파월을 재닛 옐런 연방준비제도 이사회 의장의 후임 의장으로 지명하였다. 2021년 11월 22일 46대 미국 대통령 조 바이든은 그를 같은 직무에 재임명하였다.

## 같이 보기
- 2020년 주가 대폭락
- 미국-중국 무역 전쟁
- 코로나19 경기후퇴